# Leben im Felde
Leben im Felde ist der militärische Begriff für alle Fertigkeiten eines Soldaten, die ihn befähigen, außerhalb von festen militärischen Einrichtungen zu leben und zu überleben. Das Leben im Felde gehört bei der Bundeswehr zum Gefechtsdienst aller Truppen und wird in der ehemaligen Zentralen Dienstvorschrift (ZDv) 3/11, umbenannt in Zentralvorschrift A2-226/0-0-4710 geregelt. Diese befiehlt grundsätzlich den allgemeinen Gefechtsdienst aller Truppen zu Lande und das Verhalten des Soldaten bei Handlungen auf und nahe dem Gefechtsfeld. Wesentlicher Bestandteil des Lebens im Felde ist das Biwak, das im Rahmen der allgemeinen Grundausbildung durchgeführt wird. Die Zentrale Dienstvorschrift regelt aber auch das allgemeine Verhalten, wie z. B. bei der Gewässerüberquerung oder die Zubereitung von Verpflegung.
Die ZDv 3/11 – Gefechtsdienst aller Truppen (zu Lande) Leben im Felde – gliedert sich dazu in
- Teil A Grundkenntnisse und Grundtätigkeiten des Einzelschützen
- Teil B Der Einzelschütze auf dem Gefechtsfeld
- Teil C Der Einzelschütze im Gefecht
- Teil D Der Einzelschütze in besonderen Lagen
- Teil E Sicherheitsbestimmungen

## Gruppenbiwak

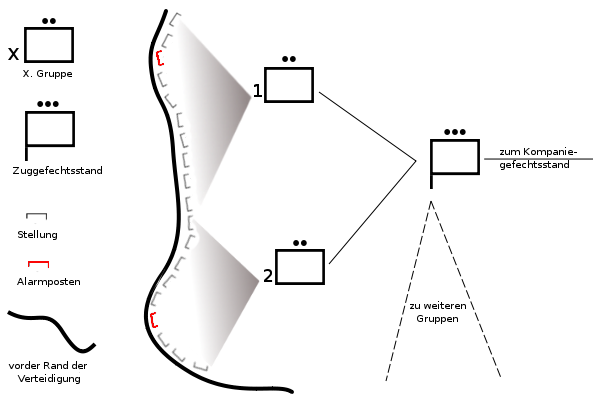
Verfügungsraum

Das Biwak dient Soldaten im Feld als Lebensraum in Zeltunterkünften. Neben der Ernährung findet hier, sofern die Lage es zulässt, Hygiene und Ruhe statt. Meist wird die gesamte Kompanie dazu zusammengefasst.
Zu unterscheiden vom ungetarnten Biwak rückwärts des Vorderen Rand der Verteidigung (VRV) ist das Gruppenversteck, das nahe den Feldstellungen, beim Jagdkampf oder beim Überleben und Durchschlagen hinter den feindlichen Linien angelegt wird und getarnt ist.

### Aufbau
Eine Feuerstelle für die Verpflegungszubereitung wird im Versteck zwischen Halbzeltbahnen angelegt, um die Aufklärung eigener Stellungen durch „Tarnen und Täuschen“ zu erschweren.
Sowohl im Biwak als auch im Versteck wird abseits die Feldlatrine eingerichtet.
Versteck und Biwak sind durch Alarmposten und Streifen zu sichern.

### Verpflegung
Im Biwak oder in nicht festen Feldlagern kann der Essenempfang durch zwei Soldaten der Gruppe mit allen Essgeschirren im Zugnest erfolgen. Die Geschirre der Soldaten werden dazu auf einem Ast aufgefädelt. Häufig erfolgt jedoch die Ausgabe für alle Soldaten an einem zentralen Versorgungspunkt durch den Kompaniefeldwebel. Im Versteck erfolgt die Zubereitung der vorher ausgegebenen Verpflegung durch den Soldaten selber durch Erwärmen auf dem Esbitkocher.
In der Ausbildung Leben im Felde erlernt der Soldat unter anderem die Zubereitung von Verpflegung durch eine Einmannpackung (EPa) und dem Esbitkocher sowie die behelfsmäßige Wasseraufbereitung – siehe dazu auch Mobile Trinkwassergewinnung.

### Hygiene in freier Natur
Der Soldat ist im Feld Witterungseinflüssen ausgesetzt. Auch unter diesen Umständen ist Körperhygiene notwendig, um Krankheiten vorzubeugen. Durch die ZDv 3/11 werden vorgegeben
- tägliches Waschen des ganzen Körpers ggf. Rasur – dieses soll abends erfolgen,
- tägliche Mund- und Zahnhygiene – möglichst nach jeder Mahlzeit,
- täglicher Wechsel, Reinigung und Trocknen der Strümpfe und feuchter Kleidung.
- In der Bekleidung entdecktes Ungeziefer muss sofort gemeldet und bekämpft werden.

### Pflege der Ausrüstung
Der Soldat ist für die Einsatzfähigkeit seiner Ausrüstung verantwortlich. Er steht in der Pflicht, seine Ausrüstung zu jeder freien Zeit zu prüfen und ggf. instand zu setzen.

### Waffen
Um die Funktionsfähigkeit der Waffen zu erhalten, sind (soweit es die Lage zulässt) diese durch Bezüge, Behälter und/oder Taschen vor Verschmutzungen wie Sand, Staub oder Laub zu schützen. Die Reinigung von Waffen findet nach jedem Feuergefecht abwechselnd selbständig oder auf Befehl statt. Gleitende Teile der Waffe sind leicht einzuölen. Das Entölen der Waffe findet erst ab einer Temperatur von −10 °C statt.
Mitgeführte Munition ist täglich auf Rost, Verschmutzung, starke Oxidation sowie Beulen zu prüfen. Schadhafte Munition ist nicht mehr zu verwenden, verschmutzte Munition ist zu reinigen.

### Bekleidung
Die Pflege der Kleidung ist für Soldaten im Einsatz unabdingbar und soll diese funktionsfähig halten. Der Soldat hat seine Bekleidung und Ausrüstung gewissenhaft zu reinigen und instand zu halten. Grundsätzlich schreibt die ZDv 3/11 vor:
- Oberbekleidung im trockenen Zustand ausklopfen sowie ausbürsten, im stark verschmutztem Zustand mit klarem Wasser behandeln
- Leibwäsche einweichen und wenn möglich kochen
- Wollsachen in kaltem oder lauwarmen Wasser durchdrücken, mehrmals ausspülen und ausdrücken, nicht wringen
- Stiefel trocknen lassen, abbürsten und mit Schuhpflegemittel behandeln
- fehlende und lose Knöpfe annähen sowie Risse in der Kleidung vernähen

Das Trocknen der Kleidung erfolgt entweder an der frischen Luft durch Ausbreiten auf Flächen wie Gras oder Gebüsch. Sollte die Kleidung am Feuer getrocknet werden, muss sie vor Funkenflug geschützt werden. Wollsachen dürfen nicht direkter Hitze ausgesetzt werden. Die Stiefel, insbesondere die Sohlen, dürfen nicht starker Hitze wie an einem Holzfeuer ausgesetzt werden und sind nicht an oder in ein Lagerfeuer zu halten, da sich die Sohle ablösen kann.

### Persönliche Ausrüstung
Der Schlafsack wird von außen mit einem feuchten Lappen abgewischt und über den Tag nach innen gewendet gelüftet. Feldflasche, Essgeschirr und Besteck sind nach jeder Benutzung mit Trinkwasser zu spülen. Wo dies nicht möglich ist, steht aus dem EPa auch für diesen Zweck Mehrzweckpapier, das auch als Toilettenpapier dient, zum Abwischen zur Verfügung. Die Stiefel sind, um diese wasserabweisend zu halten, täglich mit Schuhcreme zu pflegen.

### Alarm
Alarmposten, Streifen und ggf. Patrouillen sichern die eigene Truppe und lösen je nach Befehl und Lage still oder durch Feuereröffnung den Alarm aus.

### Das Zugnest
Das Zugnest ist das Gruppenversteck des Zugtrupps in Stärke 2/2 und unterstützender Teile wie Sanitätstrupp, Scharfschützentrupp, Hundeführertrupp mit bis zu zwei Hunden, Funktrupp mit Funkgerät große Reichweite – je in Stärke zumeist 1/1 oder 0/2 Soldaten. In seiner unmittelbaren Nähe wird das Verwundetennest angelegt.

## Tarnen und Täuschen
Als Tarnen und Täuschen werden im militärischen Sprachgebrauch alle Maßnahmen bezeichnet, die dazu dienen, einen einzelnen Soldaten oder eine militärische Einheit vor feindlicher Beobachtung bzw. militärischer Aufklärung zu schützen oder den Feind zu falschen Annahmen und Maßnahmen zu verleiten. Vorbild für die Tarnung sind die Tarntrachten von Tieren.

## Orientieren im Gelände
Hilfsmittel beim Orientieren im Gelände sind die topographische Karte des Einsatzraumes (Kartenlesen), der Breithaupt Marschkompass auch zur Kreuzpeilung, die Geländeskizze als Orientierungsskizze sowie Orientieren mit Hilfsmitteln zur Richtungsbestimmung als Astronomische Navigation nach Sonnen- oder Mondstand und der Uhrzeit oder mit Hilfe der Analoguhr im winkelhalbierenden Verfahren.

## Truppenaufklärung Spähen – Sehen – Hören
Um den Feind rechtzeitig für eigene Reaktionen aufzuklären und Informationen über den Feind zu gewinnen und zu verdichten, führt jede Truppe und jeder Soldat jederzeit und überall militärische Aufklärung durch Spähen – Sehen – Hören durch. Jede Truppe setzt dazu immer und überall Alarmposten, Streifen, Luftraumspäher und ABC-Alarmposten ein. Jeder Soldat meldet eigene Wahrnehmungen, ohne Vermutungen anzustellen, zu jeder Zeit sofort und ohne Verzug an den Vorgesetzten. Fahrgeräusche und visuelle Wahrnehmungen geben über die Absicht des Feindes Aufklärung und ermöglichen es der eigenen Führung, frühzeitig eigene Maßnahmen zur Abwehr einzuleiten.
Truppenaufklärung durch jeden Soldaten erfolgt durch Sehen, Hören und Riechen. Bei Regen, Wind und in der Nacht ist die visuelle Wahrnehmung (das Sehen) eingeschränkt, die Aufklärung durch Hören aber erweitert. Geräusche tragen nachts durch einen geringeren Umweltgeräuschpegel weiter.
Das Erkennen von ABC-Kampfmitteln erfolgt meist durch Riechen sowie durch optischem Erkennen von Abwurfmitteln wie von einem Flugzeug durch Sprühen, Verschuss von Gasgranaten der Artillerie sowie Anhaften von öligem Kampfstoff. Der Soldat löst sofort ABC-Alarm aus. Die ABC-Abwehr aller Truppen in der Bundeswehr ist in der ZDv 5/300 – ABC-Abwehr aller Truppen geregelt.